# L'ànsia
L'ànsia (títol original en anglès The Hunger) és una pel·lícula de terror britànica de 1983, dirigida per Tony Scott i protagonitzada per Catherine Deneuve, David Bowie i Susan Sarandon. Ha estat doblada al català.

## Argument
Miriam Blaylock col·lecciona no només art del Renaixement i penjolls de l'Antic Egipte sinó, sobretot, amants i ànimes. Moderna i elegant, Miriam: una vampiressa intemporal resident a Manhattan, beneïda amb la bellesa i maleïda amb la seva set de sang. John és el seu fidel company i marit. En l'amor, en la vida, en la nostàlgia, són inseparables. Però quan John comença a envellir sobtadament i ha de recórrer a una especialista en geriatria a la recerca d'ajuda, Miriam fixarà els seus ulls en ella com a substituta de John.

## Repartiment
- Catherine Deneuve: Miriam Blaylock
- David Bowie: John Blaylock
- Susan Sarandon: la doctora Sarah Roberts
- Cliff De Young: Tom Haver
- Beth Ehlers: Alice Cavender
- Dan Hedaya: el tinent Allegrezza
- Suzanne Bertish: Phyllis
- James Aubrey: Ron
- Ann Magnuson: la dona jove de la discoteca
- Shane Rimmer: Jelinek
- Bessie Love: Lillybelle
- John Pankow: l'operador de telèfon de la sala de joventut # 1
- Willem Dafoe: l'operador de telèfon de la sala de joventut # 2
- Bauhaus: el grup musical que toca en la discoteca
- Sophie Ward: la noia a la casa de Londres
- Philip Sayer: el noi a la casa de Londres

## Rebuda
L'ànsia no va ser especialment ben rebuda en el seu llançament inicial, i va ser atacada per molts crítics per l'atmosfera pesada i les imatges, el ritme i la trama lents. Per exemple, Roger Ebert, del Chicago Sun-Times, la va descriure com "una pel·lícula de vampirs angoixosament dolenta". Camille Paglia escriu que és gairebé una obra mestra del "gènere clàssic del cinema de vampirs", però que està "arruïnada per grans errors, com quan Catherine Deneuve gateja de quatre grapes, bavejant sobre una persona la gola de la qual ha estat tallada". Elaine Showalter la descriu com una "pel·lícula de vampirs post-modernista" que "llança vampirisme en termes bisexuals, basant-se en la tradició de la vampiressa lesbiana... contemporània i elegant, que també és inquietant en el seu suggeriment que els homes i les dones en la dècada de 1980 tenen els mateixos desitjos, els mateixos apetits i les mateixes necessitats de poder, diners i sexe".
No obstant això, la pel·lícula aviat va trobar un grup de seguidors que li van rendir culte, en resposta a la seva atmosfera fosca i glamurosa. La cançó de Bauhaus Bela Lugosi's Dead sona en els crèdits d'introducció i al principi. La pel·lícula: popular entre alguns segments de la subcultura gòtica que va inspirar una sèrie de televisió de breu durada del mateix nom.

## Banda sonora

### Llista de cançons
1. Bela Lugosi is Dead - Bauhaus
2. Dôme épais li jasmin (de l'òpera Lakmé) - Léo Delibes
3. Miserere - Gregorio Allegri
4. Trio no. 2 en mi bemoll op. 100 - Franz Schubert
5. Suite no. 1 per a violoncel sol en sol major. Preludi - Johann Sebastian Bach
6. Partita no. 3 en sol major 'Gavotte en Rondeau' - Johann Sebastian Bach
7. Acte I, escena 2: Dueto Viens Mallika... Dôme épais li jasmin - (de l'òpera Lakmé) - Léo Delibes
8. Trio per a piano no. 1 en do - Edouard Lalo
9. Sonata per pianoforte en si bemoll major. Andante sostenuto (2º tempo) - Franz Schubert
10. Li Gibet de Gaspard de la Nuit - Maurice Ravel
11. Funtime - Iggy Pop (amb David Bowie)
12. Nightclubbing - Iggy Pop

### Temes addicionals de la banda sonora
Música original de Michel Rubini i Denny Jaeger:
1. Beach House (Rubini/Jaeger): Solament vocal: Stefany Spruill
2. Waiting Room / Flashbacks (Rubini/Jaeger)
3. Sarah's Panic (Rubini/Jaeger)
4. The Arisen (Rubini/Jaeger)
5. Sarah's Transformation (Rubini/Jaeger)
6. The Final Death (Rubini/Jaeger)

## Al voltant de la pel·lícula
- En l'escena de seducció entre Deneuve i Sarandon, Catherine Deneuve utilitza una suplent.
- Willem Dafoe apareix en un paper secundari: un home baix que li demana a Sarah abandonar la cabina telefònica.
- L'instrument utilitzat per Miriam i John, i després per Sarah per al menjar, és altament simbòlic: un Ankh egipci, relacionat simbòlicament amb la creu, i un símbol de vida, en la pel·lícula també un símbol de mort, per als vampirs.
- Catherine Denevue, com un ser immortal, li respon a Susan Sarandon: "Jo sóc propietària del meu temps."
- El vestuari de Catherine Deneuve va ser dissenyat per Yves Saint-Laurent.